# Corolario
Corolario (del latín corollarium) es un concepto referido a una proposición tanto en matemática como en lógica que se utiliza para designar la consistencia de un teorema  ya demostrado, sin necesidad de invertir esfuerzo adicional en su demostración. En pocas palabras, es una consecuencia obvia que no necesita demostración.
Siempre se  refiere a una inferencia escueta e inmediata, si bien la distinción entre teorema y corolario  es tan subjetiva como entre lema y teorema, siendo el lema una proposición breve.

## A modo de definición
Una proposición si es consecuencia de un teorema se denomina corolario.

## Ampliación de la etimología
El vocablo latina corollarium deriva de: a) corōlla (pétalos de las flores), que es diminutivo de corōna: porque a los actores, en calidad de gratificación adicional, se les entregaba una coronita. En Roma, así mismo a los espectadores y a los invitados a los banquetes se les otorgaba un corollarium; b) -arium, sufijo abundancial (por las flores de la corona).

## Ejemplos
- Al teorema de Pitágoras que dice

 El cuadrado de la hipotenusa es igual a la suma de los cuadrados de los catetos
le sigue el corolario:
 La longitud de un cateto es menor que la de la hipotenusa;
De a2 = b2 +c2 resulta b2 = a2 - c2.

## Obra consultable en alemán
- Albrecht Beutelspacher: Das ist o.B.d.A. trivial. Vieweg, Braunschweig 1999, ISBN 3-528-46442-9.